# Festuca swallenii
Festuca swallenii är en gräsart som beskrevs av Evgenii Borisovich Alexeev. Festuca swallenii ingår i släktet svinglar, och familjen gräs.
Artens utbredningsområde är Panamá. Inga underarter finns listade i Catalogue of Life.